# Sinedri
Sinedri (Synedri) fou el nom donat als membres d'algun consell o cos d'homes que s'asseien junts per deliberar o consultar. El congrés dels grecs a Salamina o les assemblees generals dels grecs a Corint, Termòpiles o altres llocs són considerades exemples d'aquestes reunions.
El 377 aC quan es va formar la nova Lliga Hel·lènica o Atenenca formada per estats independents aliats d'Atenes, es va fer un congrés en aquesta ciutat al qual els estats van enviar representants; el congrés es va anomenar sinèdrios, i els delegats sinedris, i fins i tot l'antic tribut va rebre un nom derivat (canviat per la mala fama de l'antic).
Un sinedri fou també qualsevol cos oficial o magisterial (per exemple la cort de l'Areòpag) o el lloc on es tractaven els afers d'aquest cos (sala de juntes o sala de consell).